# Gerst
Gerst (Hordeum vulgare) is een graansoort. Ze stamt af van de wilde gerst (Hordeum spontaneum), die nog steeds in het Midden-Oosten voorkomt. Beide soorten zijn diploïd (2n = 14 chromosomen). Gerst behoort net als alle overige  granen zoals tarwe, haver, rogge, gierst en rijst tot de grassenfamilie. Ontkiemende gerst (mout) is een belangrijke grondstof voor bier en whisky.

## Wereldwijde productie
| Topproducenten van gerst 2018 | Topproducenten van gerst 2018 |
| Land                          | Productie (ton)               |
| ----------------------------- | ----------------------------- |
| Rusland                       | 16.991.907                    |
| Frankrijk                     | 11.193.034                    |
| Duitsland                     | 9.583.600                     |
| Australië                     | 9.253.852                     |
| Spanje                        | 9.129.535                     |
| Canada                        | 8.379.700                     |
| Oekraïne                      | 7.349.140                     |
| Turkije                       | 7.000.000                     |
| Verenigd Koninkrijk           | 6.510.000                     |
| Argentinië                    | 5.061.069                     |

## Biologie

### Kenmerken
Gerst behoort tot de grassenfamilie en is een eenjarige (zomergerst) of tweejarige (wintergerst) plant. De wintergerst moet voldoende koude gehad hebben om te kunnen bloeien. Wintergerst bloeit in de tweede helft van mei, zomergerst bloeit wat later.
Gerst is een uitstoelende plant met 50–130 cm lange stengels waaraan zich een aarvormige bloeiwijze vormt. Aan weerszijden van de getande aarspil staan steeds drie eenbloemige aartjes ingeplant. De buitenste van de drie aartjes zijn soms mannelijk of rudimentair.
Op de overgang van de bladschede naar de bladschijf zitten zowel een tongetje als oortjes.
De aartjes zijn genaald. De kelkkafjes zijn smal, lancet- tot naaldvormig en de onderste kroonkafjes van de fertiele bloempjes zijn gewoonlijk lang genaald. Soms is de kafnaald vervangen door een kort, drietandig vorkje (gevorkte gerst). De cultivars zijn zeer overwegend zelfbevruchtend.

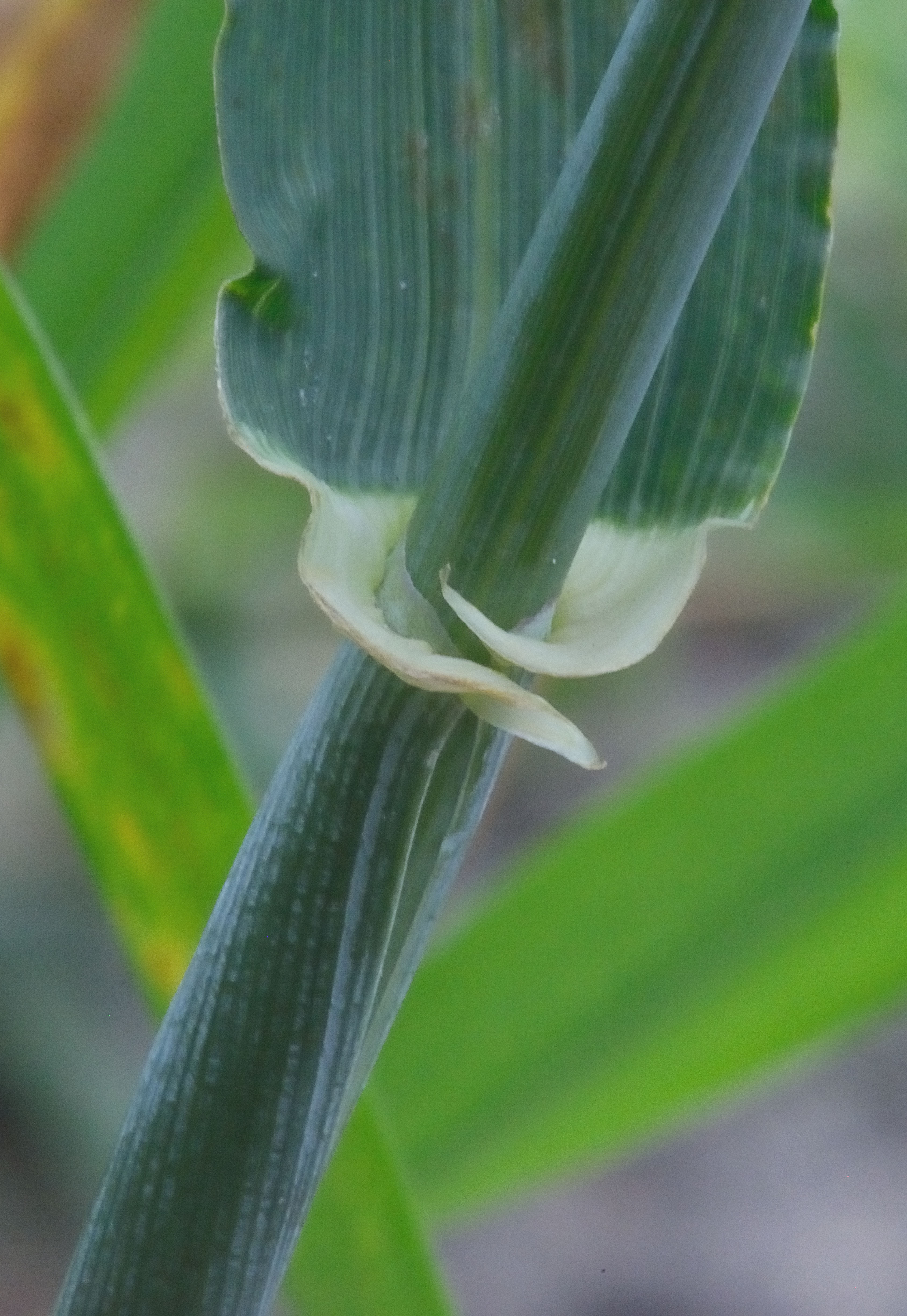
Tongetje en oortjes bij wintergerst
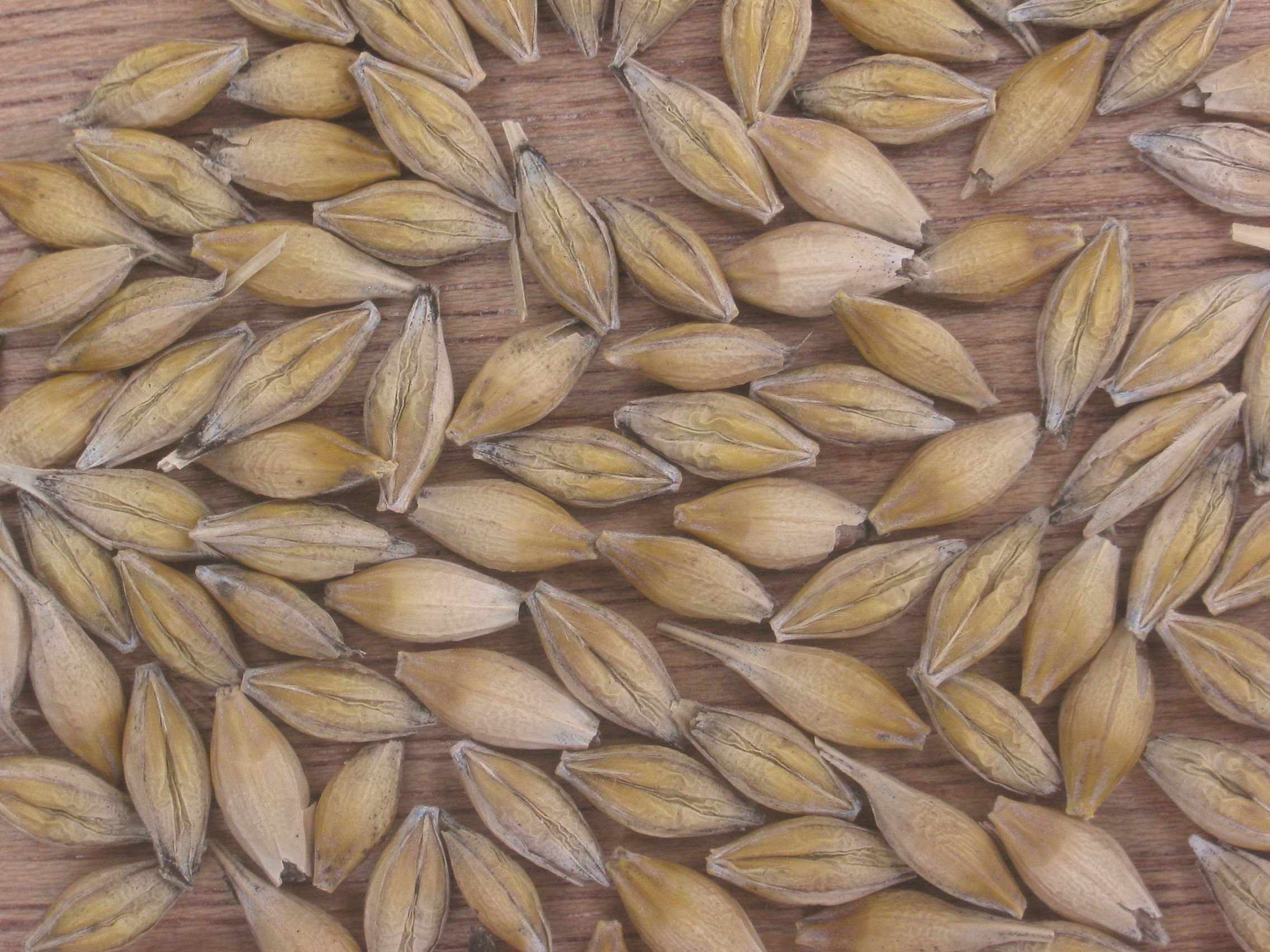
Ongepelde gerstekorrels van 2-rijige zomergerst
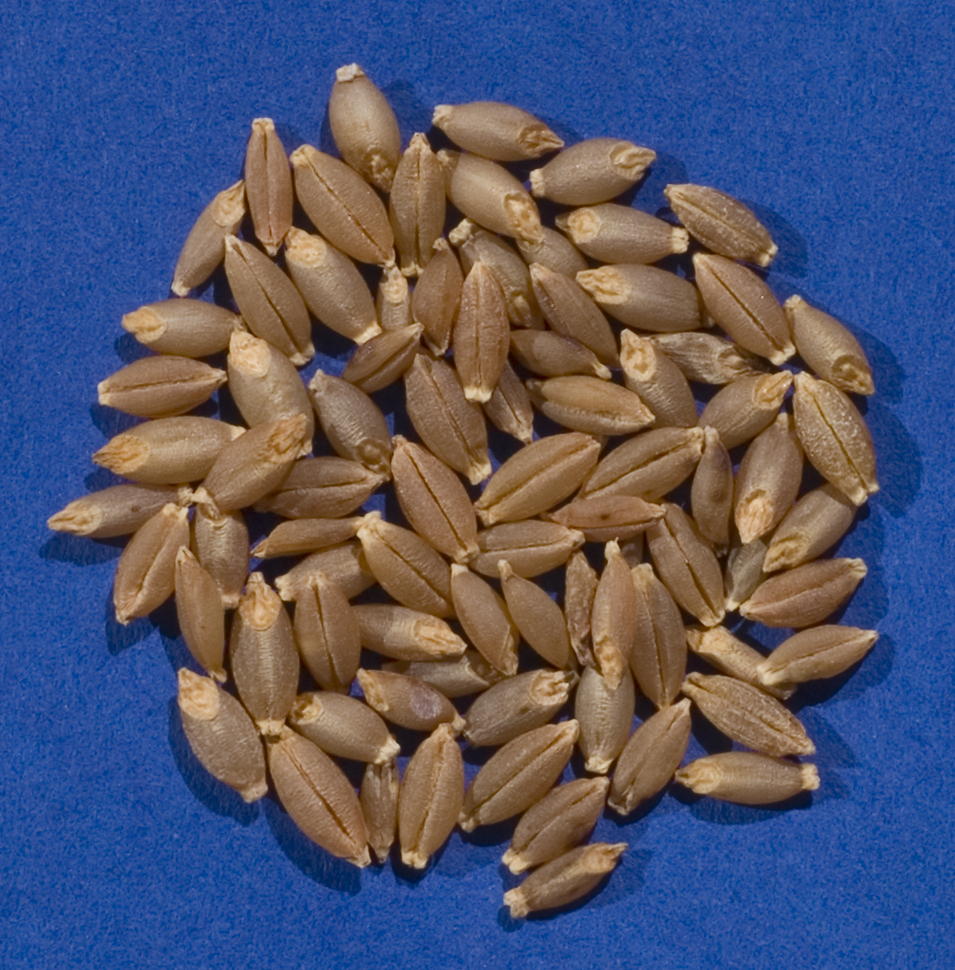
Naakte gerst, landras: 'Walser Gerste'
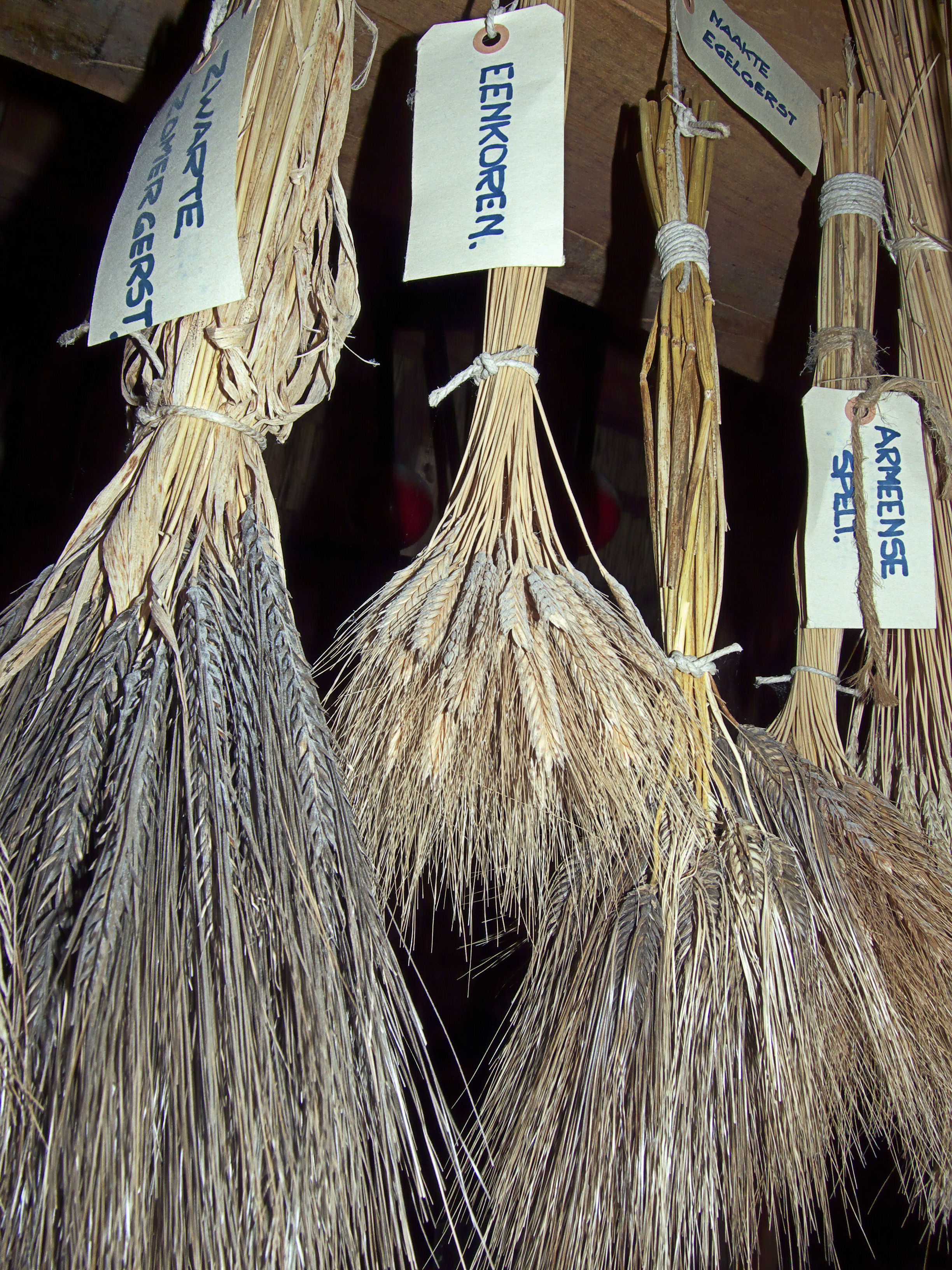
o.a. zwarte zomergerst en naakte egelgerst

De graanvrucht is meestal bedekt en min of meer strokleurig, maar er bestaat ook "naaktzadige" gerst (Hordeum vulgare L. var. nudum Hook. f.) en ook gerst met zwarte kroonkafjes (zwarte gerst). Bij gewone gerst is de korrel vergroeid met de omhullende kafjes, waardoor deze gepeld moet worden in een pelmolen om de kafjes van het zaad te scheiden.

### Habitat
Gerst groeit zowel in subtropische gebieden als in streken met een gematigd klimaat. In het noorden strekt dat gebied zich tot aan de poolcirkel uit, met als uiterste grens 68° noorderbreedte in Finland. Ook wordt gerst verbouwd op de berghellingen van de Himalaya, waar het groeiseizoen heel beperkt is.

### Domesticatie
Het domesticatieproces van gerst is een van de bekendste. Een lange periode van cultivatie van wilde gerst ging hier aan vooraf. In de millennia hierna vormden de belangrijkste eigenschappen van het domesticatiesyndroom van gerst zich, zoals grotere vruchten en niet-openspringende aren en recent de ontwikkeling van resistentie en dwergrassen. Op basis van genetisch bewijsmateriaal zijn minstens twee onafhankelijke domesticaties aan te wijzen.
| Domesticatie van gerst | Domesticatie van gerst                                                 | Domesticatie van gerst                      | Domesticatie van gerst                      | Domesticatie van gerst                      | Domesticatie van gerst                      | Domesticatie van gerst                      | Domesticatie van gerst                      | Domesticatie van gerst                      | Domesticatie van gerst                      | Domesticatie van gerst                            | Domesticatie van gerst                                                                                     | Domesticatie van gerst | Domesticatie van gerst | Domesticatie van gerst | Domesticatie van gerst                      | Domesticatie van gerst                                | Domesticatie van gerst | Domesticatie van gerst | Domesticatie van gerst | Domesticatie van gerst                                                                              |
| ---------------------- | ---------------------------------------------------------------------- | ------------------------------------------- | ------------------------------------------- | ------------------------------------------- | ------------------------------------------- | ------------------------------------------- | ------------------------------------------- | ------------------------------------------- | ------------------------------------------- | ------------------------------------------------- | --- | --- | ---------------------- | ---------------------- | ------------------------------------------- | ----------------------------------------------------- | ---------------------- | ---------------------- | ---------------------- | --------------------------------------------------------------------------------------------------- |
| Fenotypes              | Overblijfselen van tweerijige wilde gerst in menselijke nederzettingen |                                             |                                             |                                             |                                             |                                             |                                             |                                             |                                             | Tweerijige domesticaten in Jericho en Abu Hureyra | | Knikkende (nutans) zesrijige domesticaten in Mesopotamië en Egypte Tweede domesticatie oost van de Vruchtbare Sikkel Naakte (nudum) domesticaten in Iran (verlies van kafjes) |                        |                        | Dichtarige zesrijige domesticaten in Egypte | Naakte domesticaten in Turkije, West- en Noord-Europa |                        |                        |                        | Monogene resistentie Dwergvarianten                                                                 |
| Tijd (jg)              | 20.000                                                                 |                                             | 18.000                                      |                                             | 16.000                                      |                                             | 14.000                                      |                                             | 12.000                                      |                                                   | 10.000 | | 8000                   |                        | 6000                                        |                                                       | 4000                   |                        | 2000                   | 0                                                                                                   |
| Kenmerken en genen     | Wilde gerst komt voor van Marokko tot China                            | Wilde gerst komt voor van Marokko tot China | Wilde gerst komt voor van Marokko tot China | Wilde gerst komt voor van Marokko tot China | Wilde gerst komt voor van Marokko tot China | Wilde gerst komt voor van Marokko tot China | Wilde gerst komt voor van Marokko tot China | Wilde gerst komt voor van Marokko tot China | Wilde gerst komt voor van Marokko tot China | Grotere granen                                    | Verlies van broze rachis (Bt1 en Bt2) Verlies van onvruchtbaarheid van zijdelingse aartjes (Vrs1 en int-c) | Niet-vergroeide kafjes (nud) |                        |                        |                                             |                                                       |                        |                        |                        | Overgevoeligheid (mla locus voor echte meeldauw) Verkleinde vegetatieve biomassa (uzu, sdw1, dense) |

## Gebruik

### Geschiedenis
De grotendeels nomadisch levende volken in de prehistorie verzamelden al graankorrels van wilde grassen. Lang voor het begin van de jaartelling werden de planten in cultuur gebracht. De oorspronkelijke groeigebieden van gerst bevonden zich waarschijnlijk in de hooglanden van Ethiopië en het zuidoostelijk deel van Azië (Tibet, Nepal en China). Aangenomen wordt dat er meer dan 7000 jaar geleden al gerst werd gekweekt in het gebied tussen Syrië en Afghanistan. In Europa was gerst de eerst geteelde graansoort. Archeologische vondsten bij de resten van Zwitserse paalwoningen tonen aan dat de cultuur van gerst van 2000-3000 v Chr. stamt. Als voedsel was gerst tot in de Middeleeuwen van groot belang. De gerstekorrels werden tot brij gekookt, maar er werden ook koeken en platte broden van bereid. Later werd gerst als voedselgewas bijna overal overvleugeld door tarwe. Gerst wordt echter nog altijd op grote schaal verbouwd als veevoedergewas en als grondstof voor bier.

### Variëteiten
De rassen worden onderverdeeld in wintergerst en zomergerst. Wintergerst wordt in oktober gezaaid en moet dus winterhard zijn. Zomergerst wordt vanaf half februari gezaaid. De rassen van zomergerst worden ingedeeld in brouwgerstrassen en voergerstrassen.

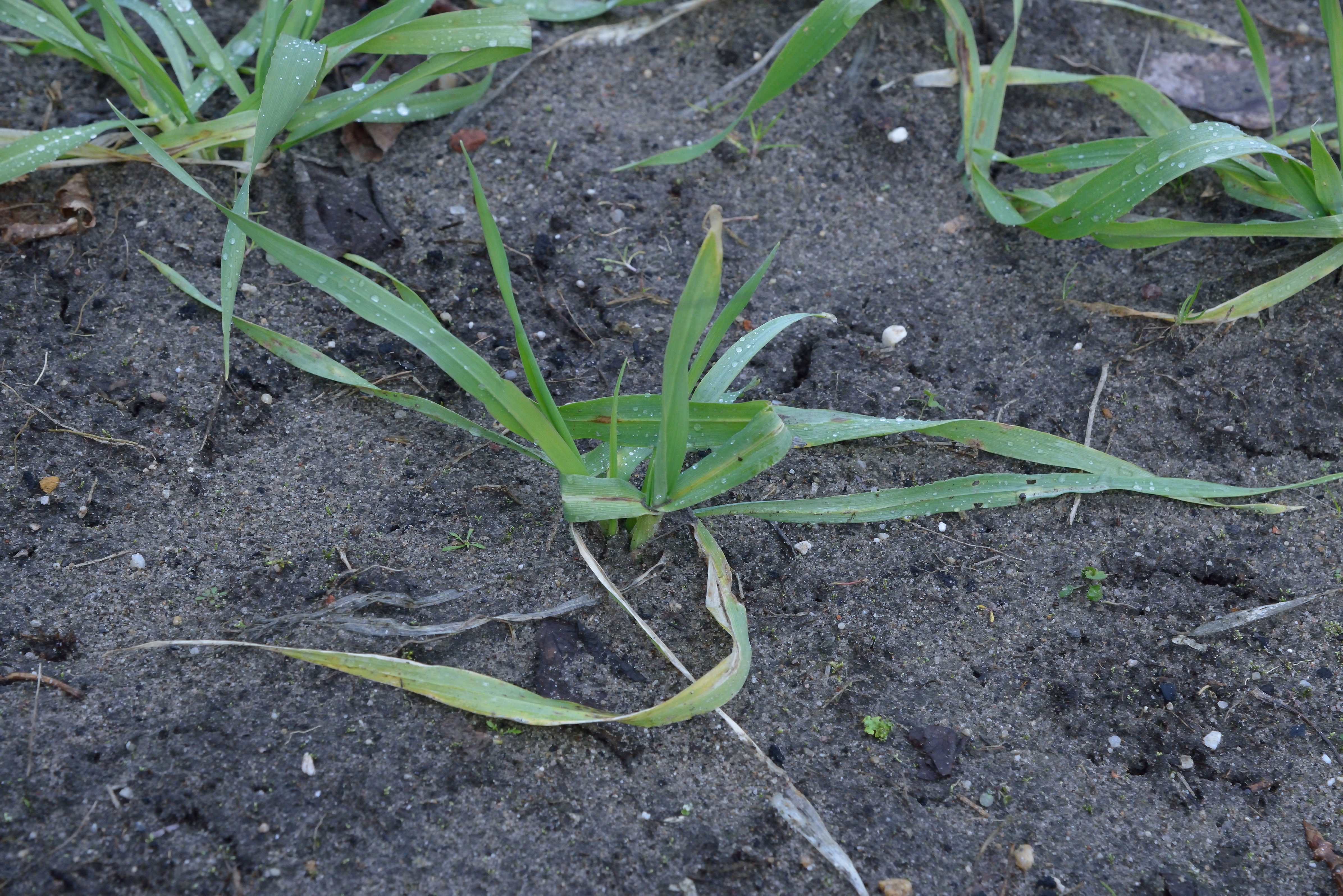
Zesrijige wintergerst begin maart
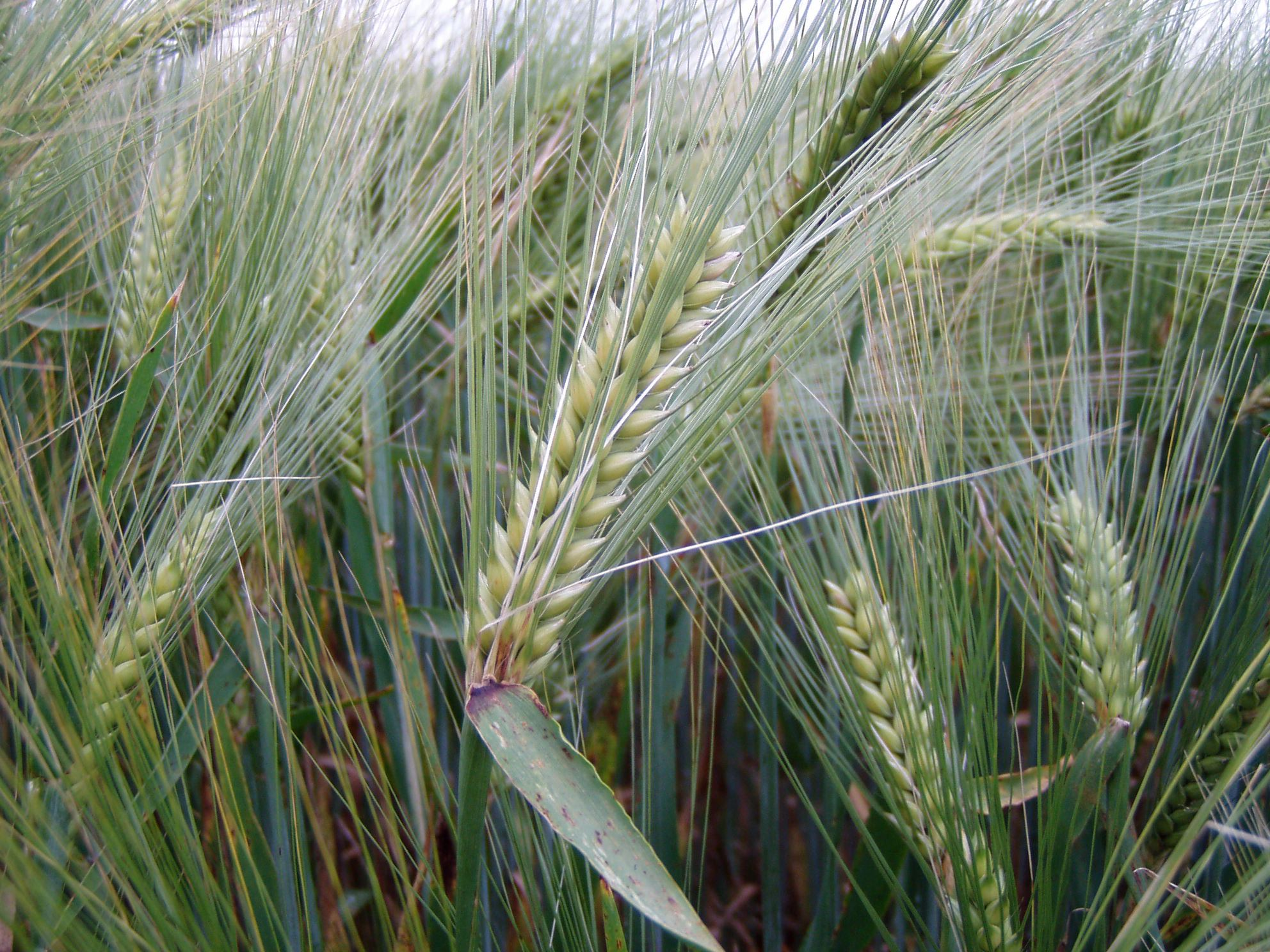
zesrijige aren van gerst
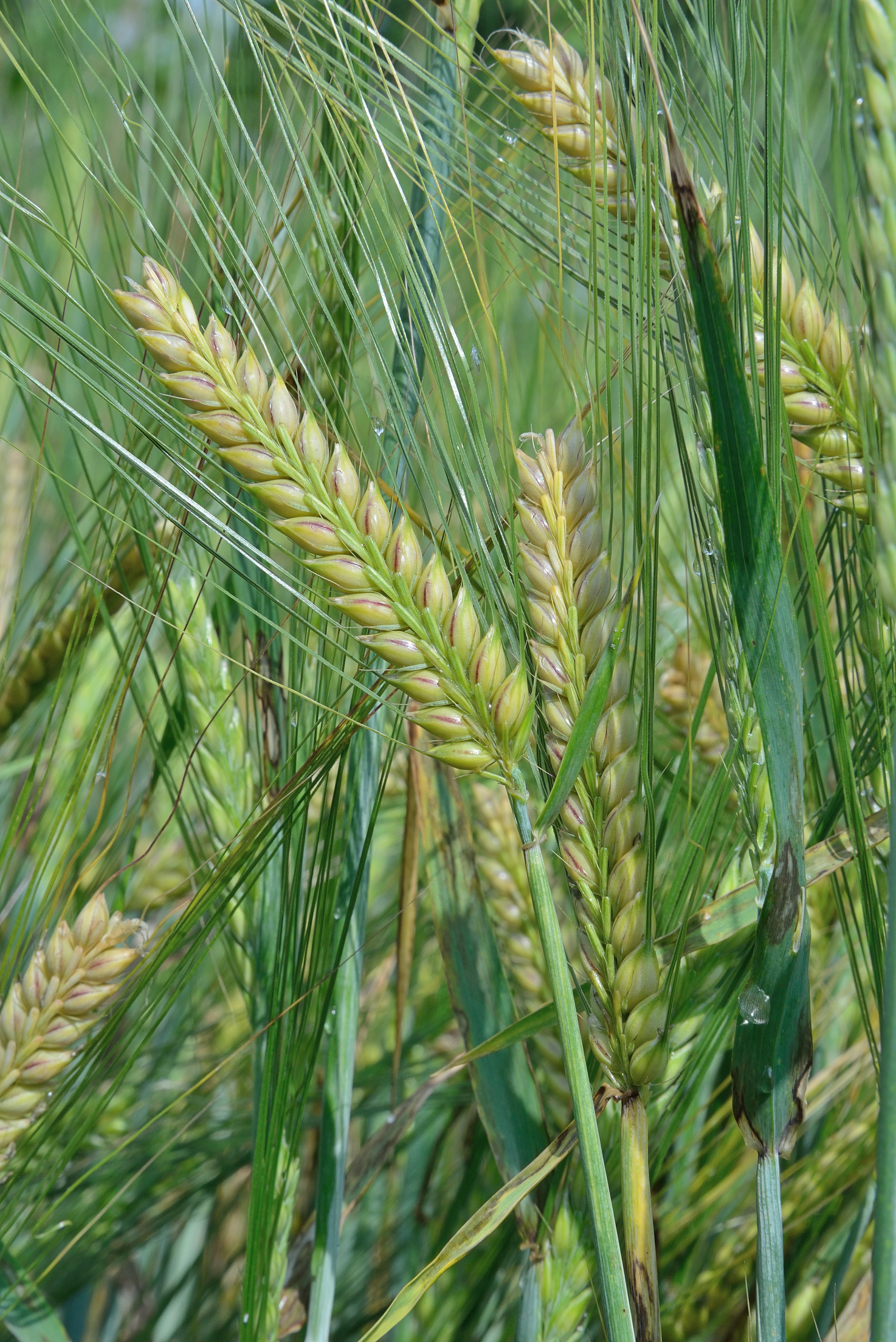
tweerijige aar van gerst
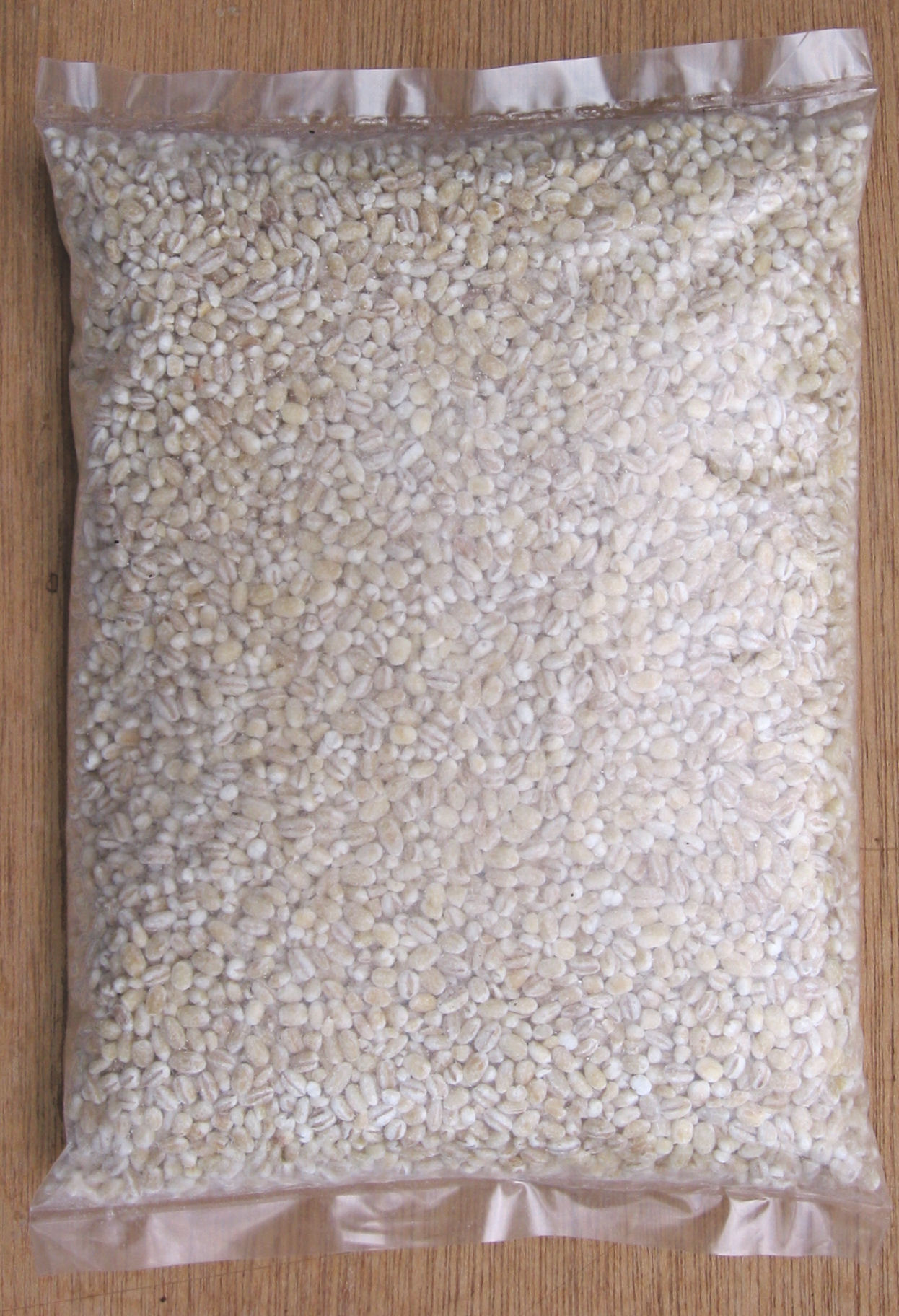
Parelgort

Daarnaast zijn er tweerijige en meerrijige rassen. Er is ook een vorm waarvan de aar bestaat uit vier rijen vruchtjes. Bij de vierrijige gerst (Hordeum tetrastichum) staat het middelste aartje minder ver van de aarspil af dan de beide buitenste aartjes. Daardoor is de aar min of meer vierkant en lijkt het, als men van boven op de aar kijkt, net of er slechts vier rijen korrels zijn.
Bij de zesrijige gerst, ook wel Hordeum polystichum genoemd, zijn alle bloempjes vruchtbaar. De bloei wordt gevolgd door de vorming van drie graanvruchtjes aan elke kant van de spil, zodat er een zeskantige aar ontstaat, doordat alle drie de aartjes onder dezelfde hoek van de aarspil afstaan.
Bij tweerijige gerst Hordeum distichum genoemd, zijn de zijdelingse bloempjes onvruchtbaar en wordt er een platte, tweekantige aar gevormd met slechts twee rijen vruchtjes. De onvruchtbare bloempjes blijven nog wel te zien (zie afbeelding). Voor de bierbereiding worden overwegend tweerijige zomergerstrassen (brouwgerstrassen) gebruikt, omdat de korrels groter zijn en het eiwitgehalte lager is en de variatie in korrelgrootte bij deze rassen kleiner is. Bij de rassenkeuze moet niet alleen rekening gehouden worden met de korrelopbrengst, maar ook met het volgerstaandeel en het eiwitgehalte. In verband met het voorkomen van legering zijn strostevigheid en veerkracht van het stro belangrijke raseigenschappen. Brouwgerst wordt in het zuidwesten van Nederland en in Flevoland geteeld.

### Teelt
- Wintergerst wordt in de eerste helft van oktober gezaaid. De zaaizaadhoeveelheid varieert van 100 kg per ha bij vroeg zaaien op kleigrond met een goede structuur tot 180 kg per ha bij zeer laat zaaien op zware stugge kleigrond. De oogst vindt eind juli/begin augustus plaats.
- Zomergerst moet zo vroeg mogelijk gezaaid worden, vanaf half februari, mits de structuur het toelaat. Hierdoor wordt een hogere opbrengst en een betere kwaliteit verkregen. Ook blijkt vroeg gezaaide zomergerst door de meer intense en minder oppervlakkige beworteling minder gevoelig voor droogte te zijn. Zomergerst kan tot begin april gezaaid worden. Op zomergerst hoeft niet veel bemest te worden omdat de brouwkwaliteit dan achteruit gaat. De zaaizaadhoeveelheid varieert van 90 kg per ha op kleigrond met een goede structuur tot 160 kg per ha op zware stugge kleigrond. Voor een hoge korrelopbrengst bij brouwgerst moet gestreefd worden naar circa 200 planten per m², waarbij een plantaantal van 225 planten per m² het maximum is. Een hogere zaaidichtheid heeft een negatief effect op de stevigheid, doordat er dan dunnere en slappere halmen gevormd worden. Ook neemt de ziektegevoeligheid van het gewas dan toe. De oogst is later dan van de wintergerst en valt meestal half augustus. Van zomergerst kan een opbrengst gehaald worden van tussen de 6000–8000 kg/hectare.

### Verwerking
Bij gerst is de vrucht vergroeid met de omhullende kafjes. Vanwege de onverteerbare kafjes moet gerst voor menselijke consumptie altijd gepeld worden. Gepelde gerst wordt gort genoemd. Vroeger werd de gerst gepeld op een pelmolen. Om gerst beter verteerbaar te maken voor mens en dier kan het worden gepoft.
De oppervlakte waarop gerst wereldwijd geteeld werd, en de in Nederland geteelde gerst (hoofdzakelijk zomergerst):
|      | Gerst wereldwijd | Gerst wereldwijd  | Zomergerst in Nederland | Zomergerst in Nederland |
| Jaar | areaal (ha)      | opbrengst (kg/ha) | areaal (ha)             | opbrengst (kg/ha)       |
| 2000 | 54.520.176       | 2442              | 43.391                  | 6200                    |
| 2001 | 56.173.845       | 2563              | 62.605                  | 5800                    |
| 2002 | 55.272.435       | 2474              | 54.175                  | 5500                    |
| 2003 | 57.730.908       | 2469              | 51.286                  | 6400                    |
| 2004 | 57.535.566       | 2673              | 43.646                  | 6100                    |
| 2005 | 55.342.779       | 2505              | 46.678                  | 6100                    |
| 2006 | 56.361.192       | 2474              | 40.756                  | 6000                    |
| 2007 | 55.430.143       | 2401              | 41.729                  | 5600                    |
| 2008 | 56.774.297       | 2777              | 45.565                  | 6100                    |
| 2009 |                  |                   | 39.580                  | 6800                    |
| 2010 |                  |                   | 28.578                  | 5900                    |
| 2011 |                  |                   | 29.882                  | 6000                    |
| 2012 |                  |                   | 25.631                  | 6800                    |
| 2013 |                  |                   | 25.157                  | 6900                    |
| 2014 |                  |                   | 22.055                  | 6800                    |
| 2015 |                  |                   | 25 165                  | 6500                    |
| 2016 |                  |                   | 24 980                  | 6600                    |

### Productie van mout voor bier en whisky
Ontkiemende gerstkorrels (gerstemout) vormen de belangrijkste grondstof voor de productie van bier en whisky. Van alle granen kan mout worden gemaakt, maar tweerijige zomergerst wordt tegenwoordig het meest gebruikt voor het brouwen van bier. Uitzonderingen komen uit de ‘craft’ bier wereld met zesrijige gerst die een ander smaakprofiel zou hebben en meer enzymen. Maris Otter is een wintergerst die specifiek voor bier wordt verbouwd, ook vanwege een onderscheidende smaak. Gemiddeld genomen kan met 1 kilo gerst ongeveer 6 liter bier worden geproduceerd.
Brouwkwaliteit
- De kiemkracht moet groot zijn, en het kiemingsproces moet snel en regelmatig verlopen (minstens 95% van de zaden gekiemd na drie dagen). Verlies aan kiemkracht kan voorkomen worden door bij de oogst de maaidorser goed af te stellen en de gerst op de juiste wijze te drogen en te bewaren.
- Het eiwitgehalte mag bij brouwgerst niet hoger zijn dan 11,5% en liefst niet lager dan 9,5%. De optimale waarde bedraagt 10−11%. Een te hoog eiwitgehalte gaat ten koste van het zetmeelgehalte en drukt het rendement. Bovendien kan een teveel aan eiwit problemen geven bij de filtratie. Ook een te laag eiwitgehalte geeft problemen bij de vermouting. Het eiwitgehalte wordt naast rasverschillen sterk beïnvloed door het groeiseizoen en door de teeltomstandigheden. In een goed jaar, met een gemiddeld eiwitgehalte van 10,5%, zijn de rasverschillen niet zo belangrijk. In een ongunstig jaar, met een gemiddeld hoog eiwitgehalte van 11,5%, kan dit wel van belang zijn. De rasverschillen zijn ook belangrijker in het noordoosten van het land (waar gemiddeld over verscheidene jaren het eiwitgehalte hoger is) dan in het zuidwesten.
- Volgerstaandeel: voor het verkrijgen van een gelijkmatige kieming tijdens het eesten, worden hoge eisen aan de homogeniteit en sortering van de brouwgerst gesteld. Het aandeel volgerst (korrels groter dan 2,5 mm) moet minimaal 90% zijn, en het aandeel doorval (korrels kleiner dan 2,2 mm) mag niet groter zijn dan 2%. De hoogte van het volgerstaandeel is mede bepalend voor de premie die er voor brouwgerst wordt betaald. De korrelgrootte is voor een belangrijk deel een raseigenschap waardoor overwegend tweerijige rassen worden gebruikt. Verder wordt de korrelgrootte beïnvloed door het groeiseizoen en de teeltomstandigheden.
- De duizendkorrel-massa moet liggen tussen 35 en 45 g, het vochtgehalte mag niet hoger dan 14% (bij 65% luchtvochtigheid), doch maximaal 16% zijn. Daarboven verademt de gerst te veel, waardoor de temperatuur stijgt en de gerst niet meer in silo's opgeslagen kan worden. Is het vochtgehalte te hoog dan moet de gerst teruggedroogd worden door er lucht die kouder of warmer, maar in ieder geval relatief droger is, doorheen te blazen.

### Brood
Gerst bevat weinig gluten (in water zwellende kleefstoffen) en is daarom niet geschikt voor het bakken van brood. Door bij het gerstemeel 20−30% tarwemeel te mengen is het wel mogelijk hier brood van te bakken, maar deze broden zijn tamelijk plat.

### Algenbestrijding

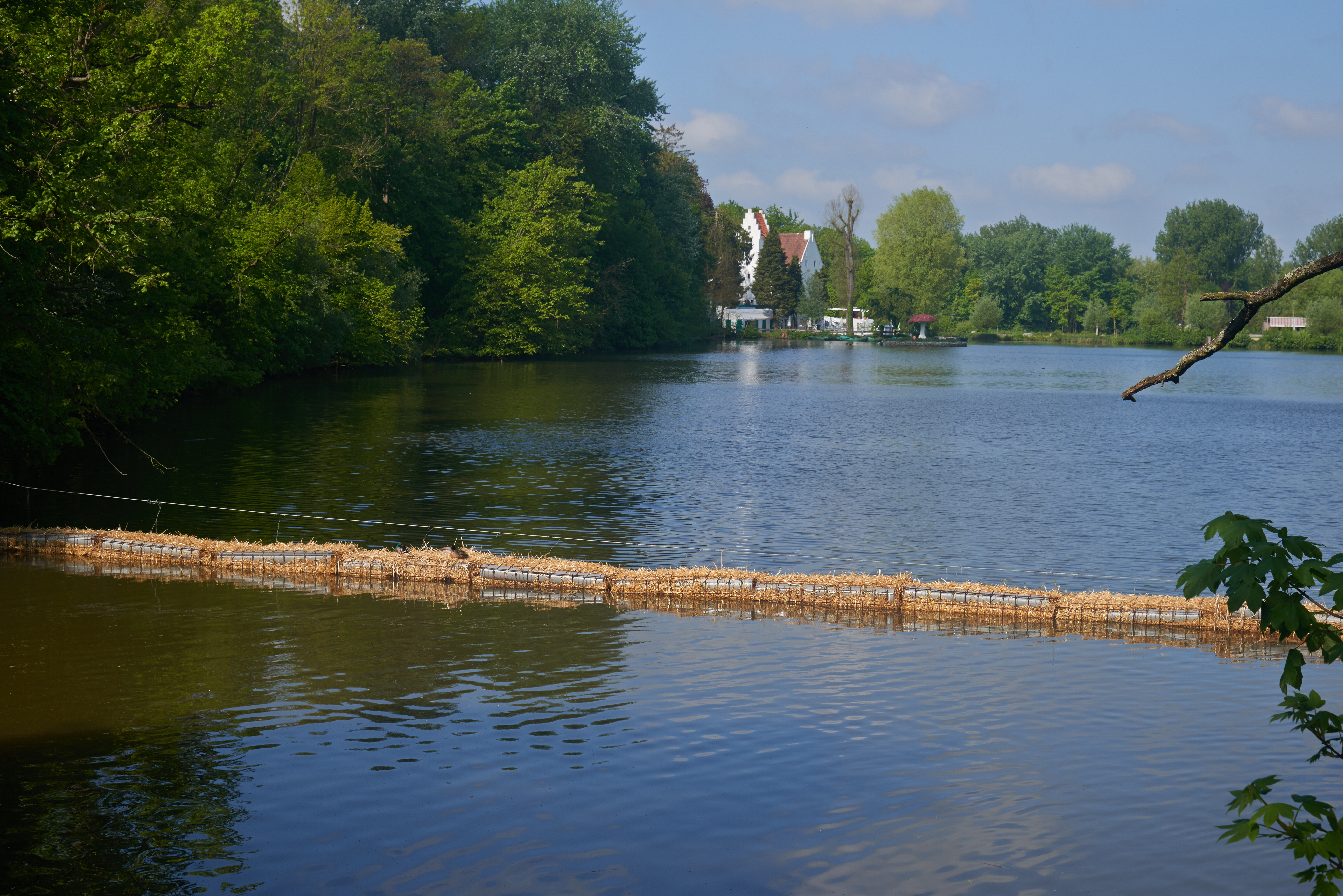
Balen van gerstestro die via verrotting van het stro de algengroei moet belemmeren in een vijver in Oud-Heverlee, België

Er is recent wat onderzoek en publiciteit over gerstestro om algen in vijvers te bestrijden. Het stro wordt daartoe in de vijver gebracht en onbekende factoren die gevormd worden door de afbraak van het stro hebben een remmend effect op de algengroei. Mogelijk heeft de afbraak van het stro ook de afname van de fosfaatconcentratie tot gevolg. De toevoeging van het stro heeft gemengde resultaten en niet alle algen blijken gevoelig voor de toepassing.

### Inhoudsstoffen gerstekorrel
De gerstekorrel bestaat gemiddeld uit:
- zetmeel 63%
- suiker 2%
- eiwit 11%
- vezelstoffen 15%
- vetten 2,5%
- mineralen 2,5%
- overig 4%

### Ziekten en beschadigingen
Gerst kan worden aangetast door stuifbrand (Ustilago nuda f. hordei), steenbrand (Ustilago hordei f. hordei), strepenziekte (Drechslera graminea), echte meeldauw (Erysiphe graminis f. hordei), dwergroest (Puccinia hordei), gele roest (Puccinia striiformis), netvlekkenziekte (Pyrenophora teres f. teres), bladvlekkenziekte (Rhynchosporium secalis), gerstegeelmozaïekvirus en gerstevergelingsvirus. Gerstegeelmozaïekvirus is een virus dat wordt overgebracht door de grondschimmel Polymyxa graminis, terwijl het gerstevergelingsvirus door bladluizen wordt overgebracht.
Stuifbrand, steenbrand en strepenziekte kan door ontsmetting van het zaaizaad worden tegengegaan.

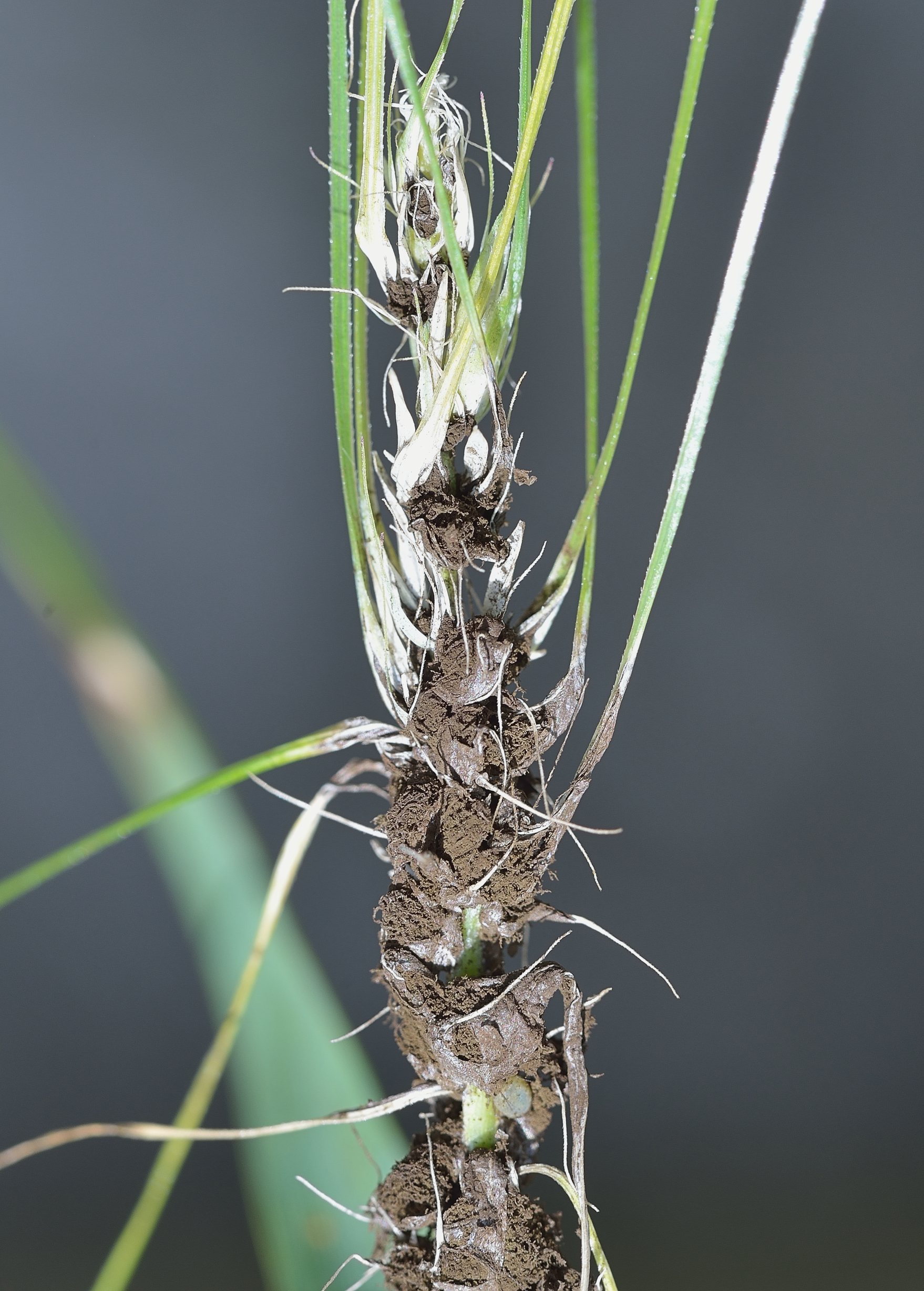
Stuifbrand op wintergerst
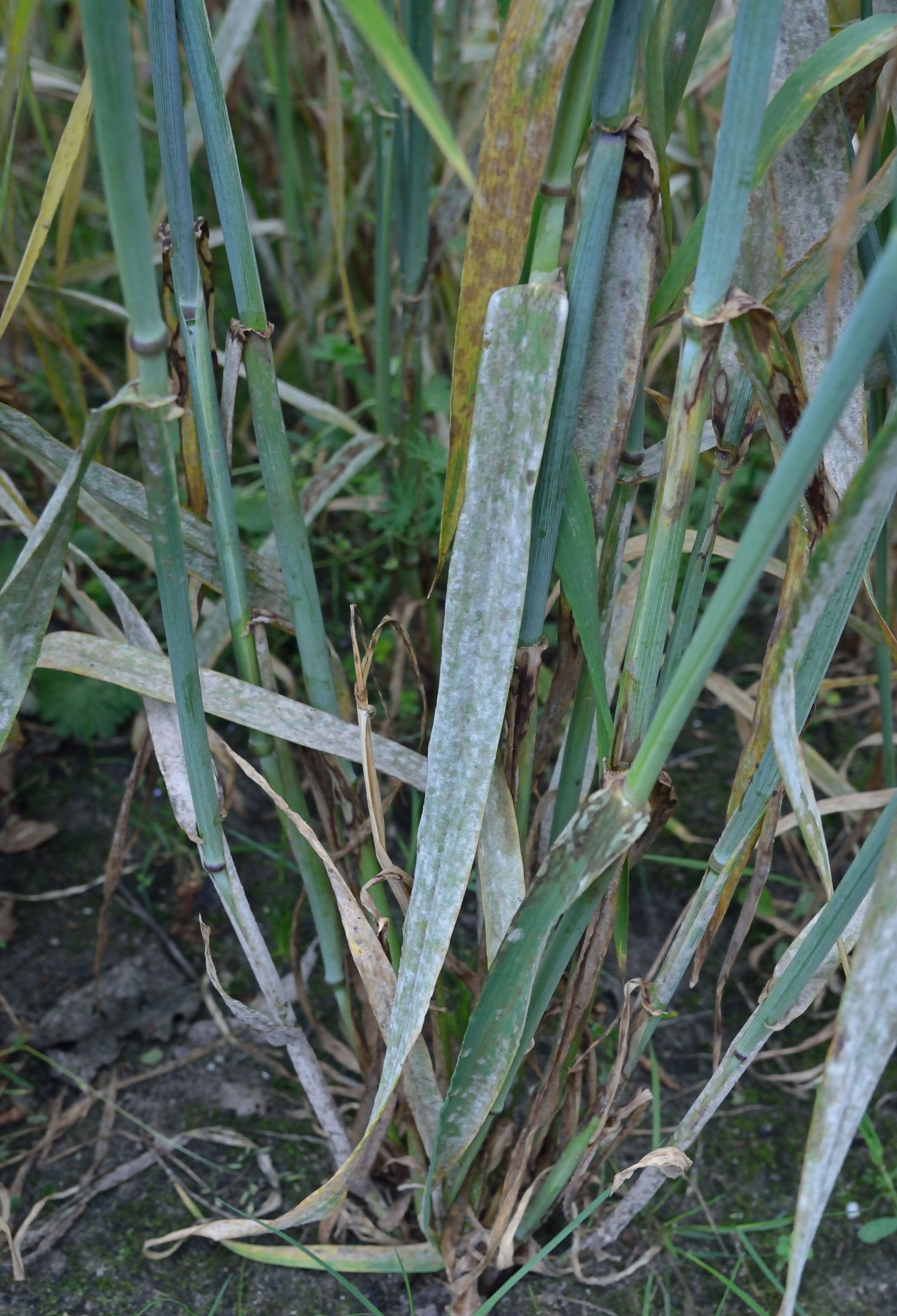
Echte meeldauw op wintergerst
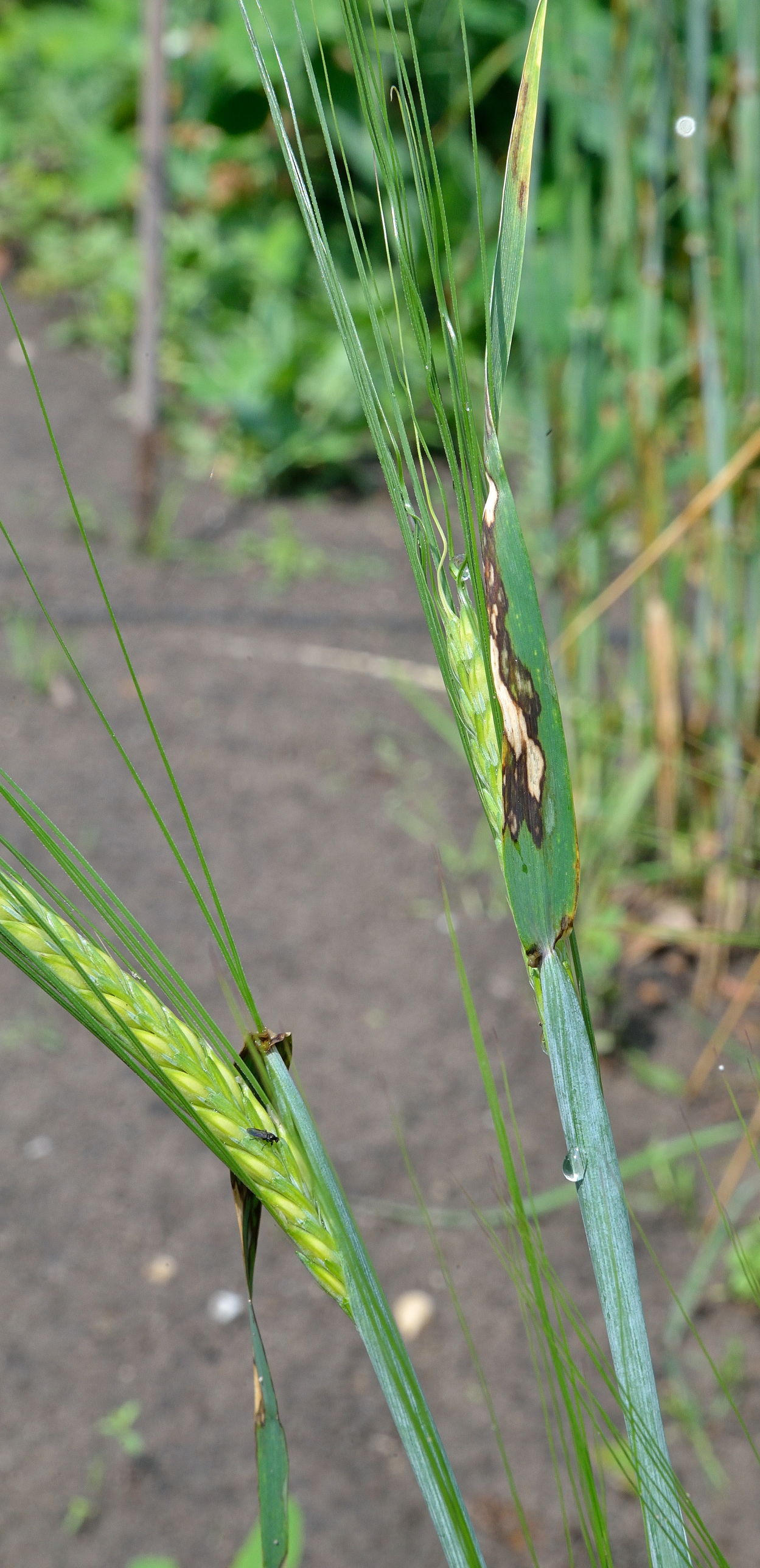
Bladvlekkenziekte op wintergerst
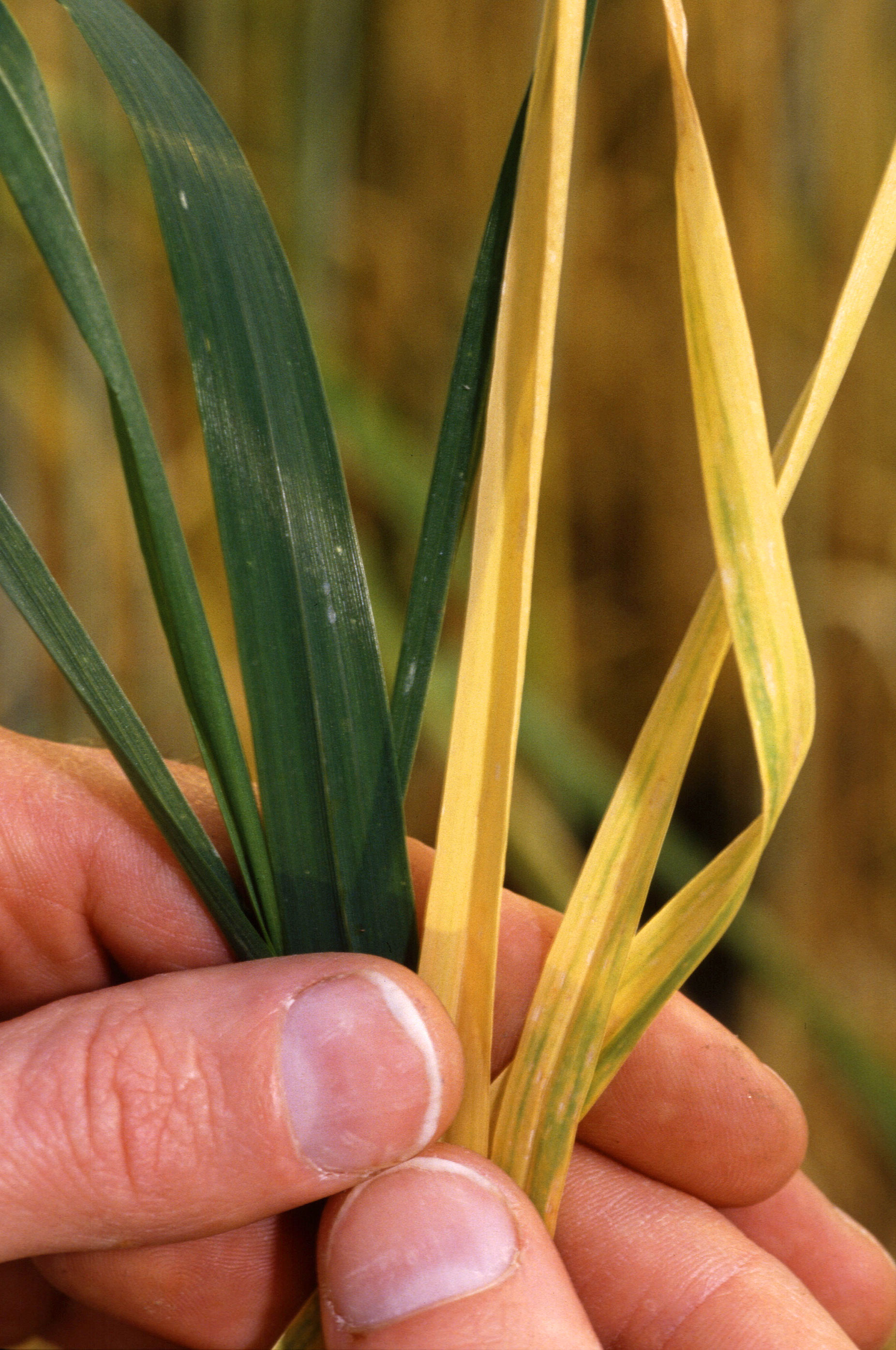
Gerstevergelingsvirus op tarwe

## Bron
- Tabel FAO